# Camphorosma monspeliaca
Camphorosma monspeliaca är en amarantväxtart som beskrevs av Carl von Linné. Camphorosma monspeliaca ingår i släktet Camphorosma och familjen amarantväxter.

## Underarter
Arten delas in i följande underarter:
- C. m. lessingii
- C. m. canescens
- C. m. glabrescens
- C. m. sicula

## Bildgalleri

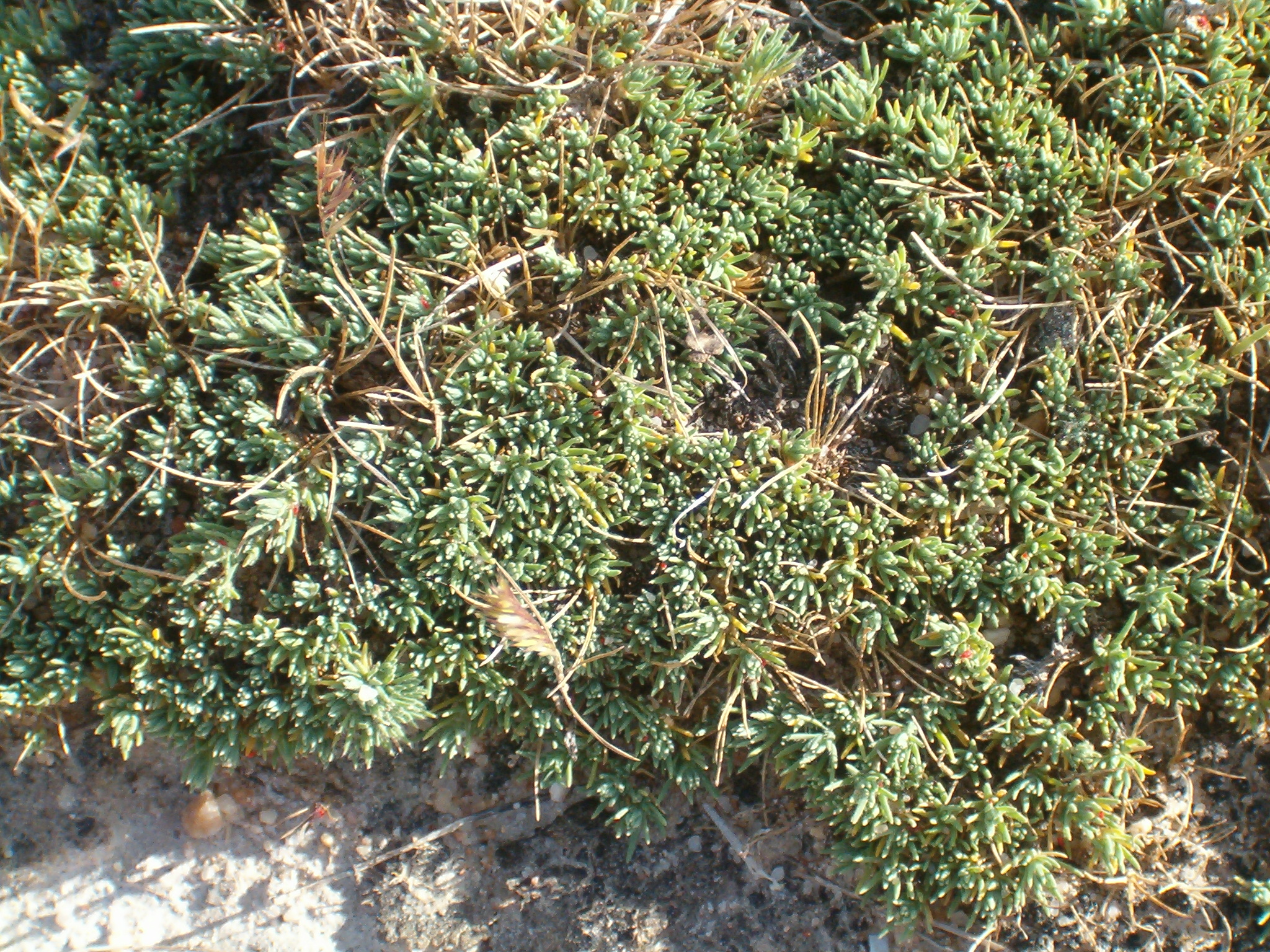
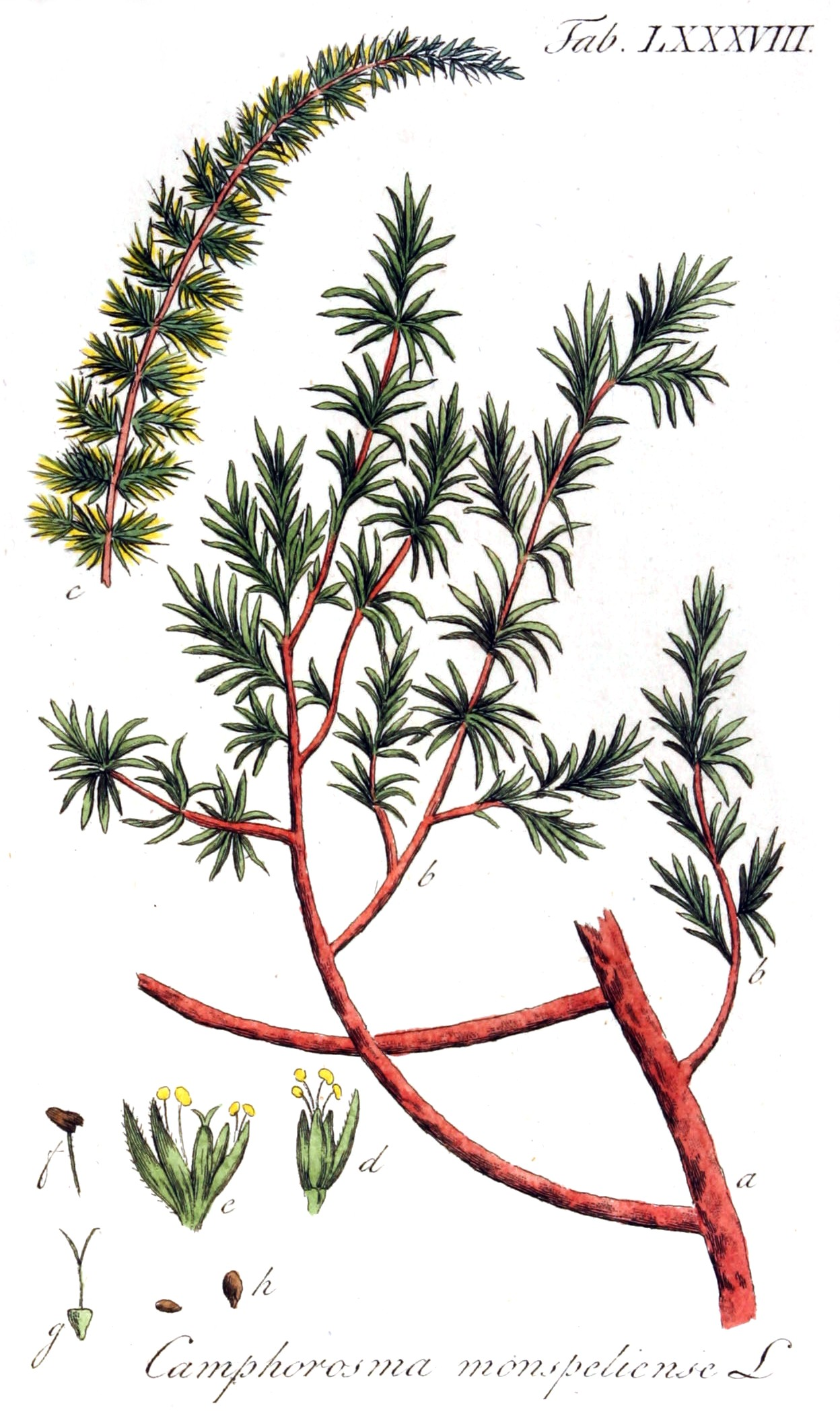
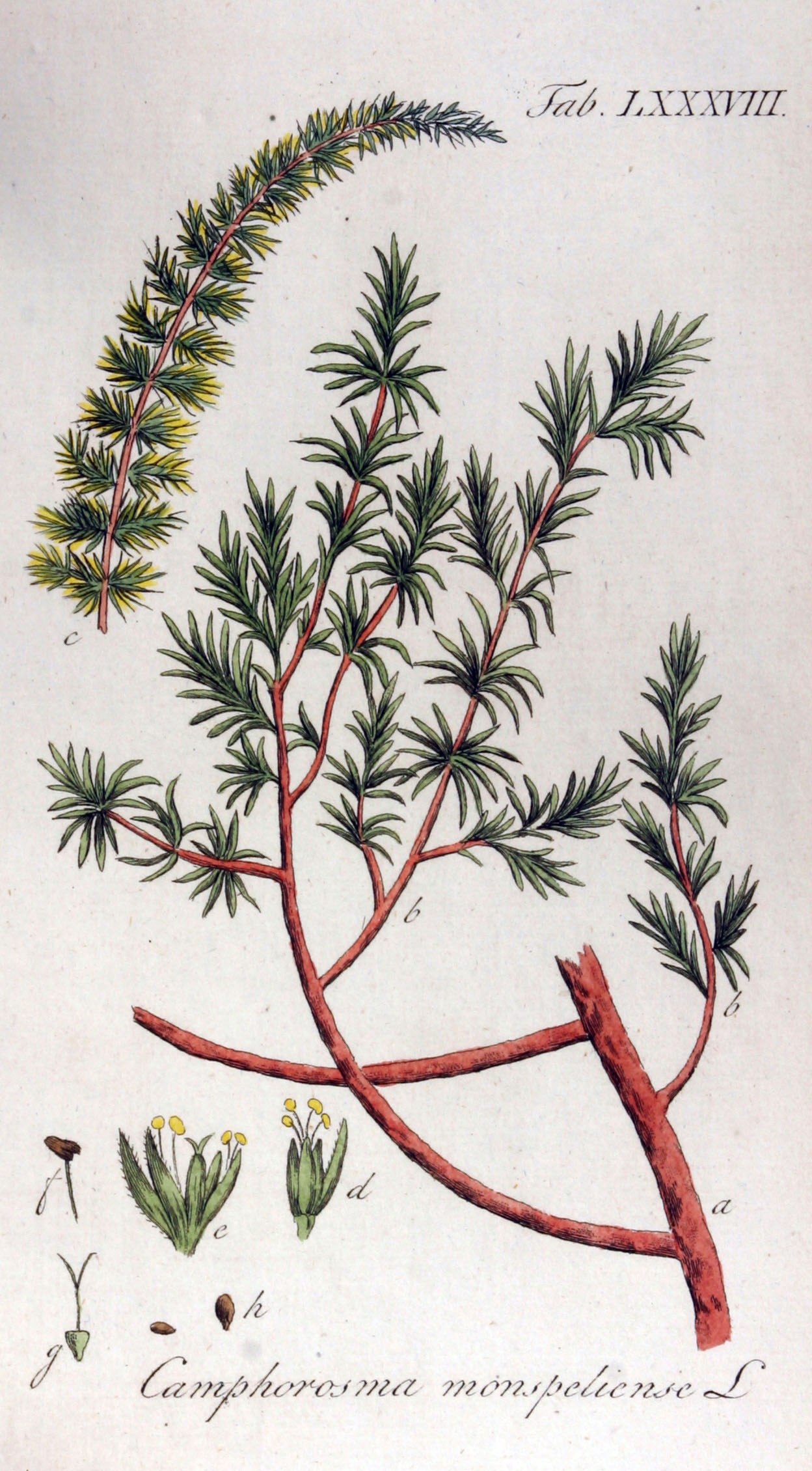